# Villeneuve-en-Montagne
Villeneuve-en-Montagne é uma comuna francesa na região administrativa de Borgonha-Franco-Condado, no departamento Saône-et-Loire. Estende-se por uma área de 14,89 km². Em 2010 a comuna tinha 167 habitantes (densidade: 11,2 hab./km²).